# Sint-Philomenakerk (Kotem)

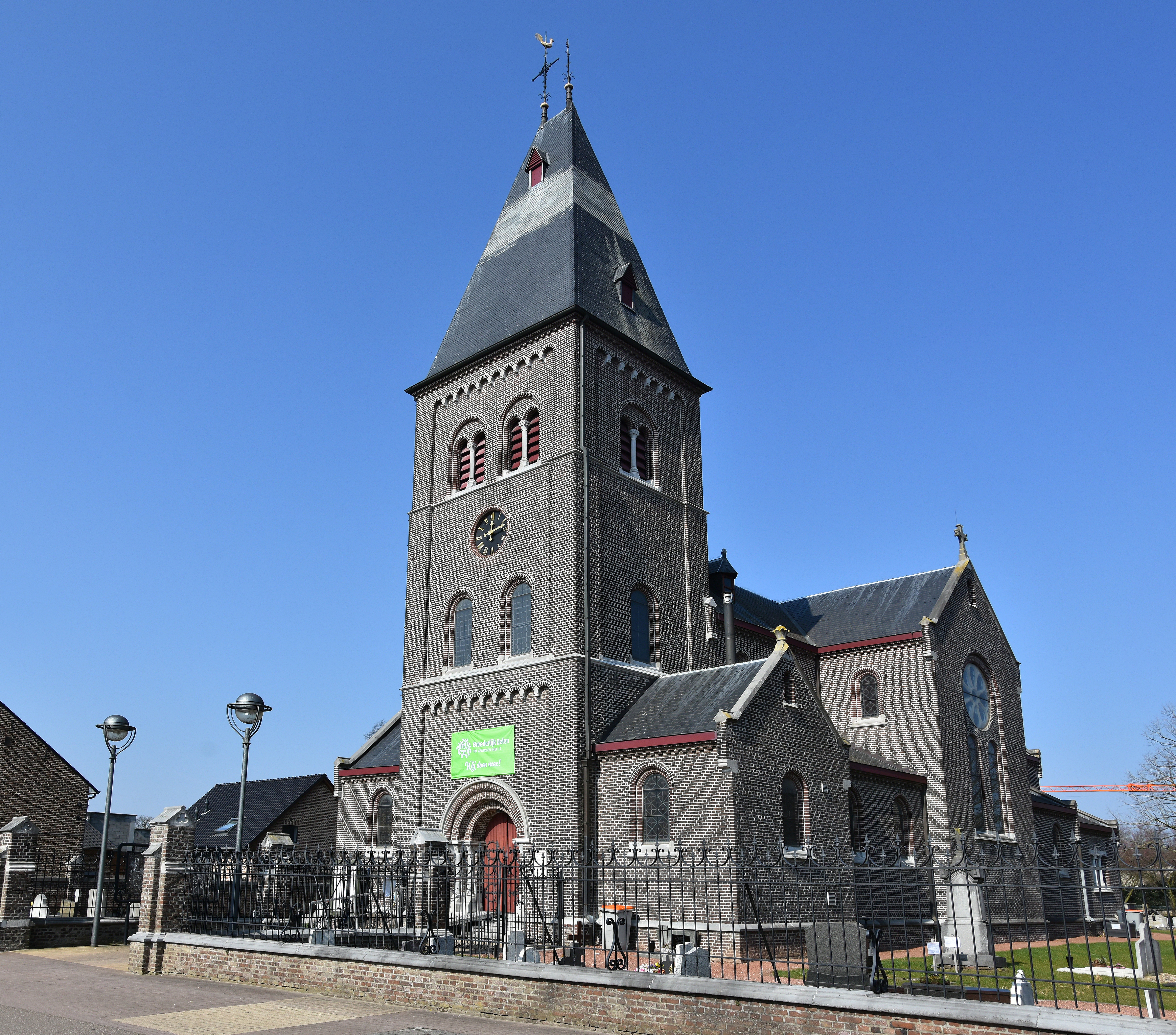
Sint-Philomenakerk

De Sint-Philomenakerk (ook: Sint-Filomenakerk) is de parochiekerk van Kotem, gelegen aan de Grotestraat.
Kotem, behorende tot Boorsem, werd pas in 1889 een zelfstandige parochie. Er bestond hier sinds 1834 een Sint-Philomenakapel, maar in 1891 begon men met de bouw van een kerk, ontworpen door Mathieu Christiaens. Deze kerk zou de kapel vervangen.
Het is een neoromaanse bakstenen kruisbasiliek. De vierkante toren heeft drie geledingen en wordt gedekt door een hoog schilddak. Het meubilair van de kerk dateert voornamelijk vanuit de tijd van de bouw: eind 19e eeuw en begin 20e eeuw. Enkele voorwerpen zijn ouder, zoals een kruisbeeld (eind 18e eeuw) en het doopvont (begin 19e eeuw).

## Trivia
Er zijn slechts zeer weinige kerken naar de Heilige Philomena genoemd, wellicht mede gezien haar twijfelachtige status. Haar bestaan als martelares berust immers op louter speculatie.

## Galerij

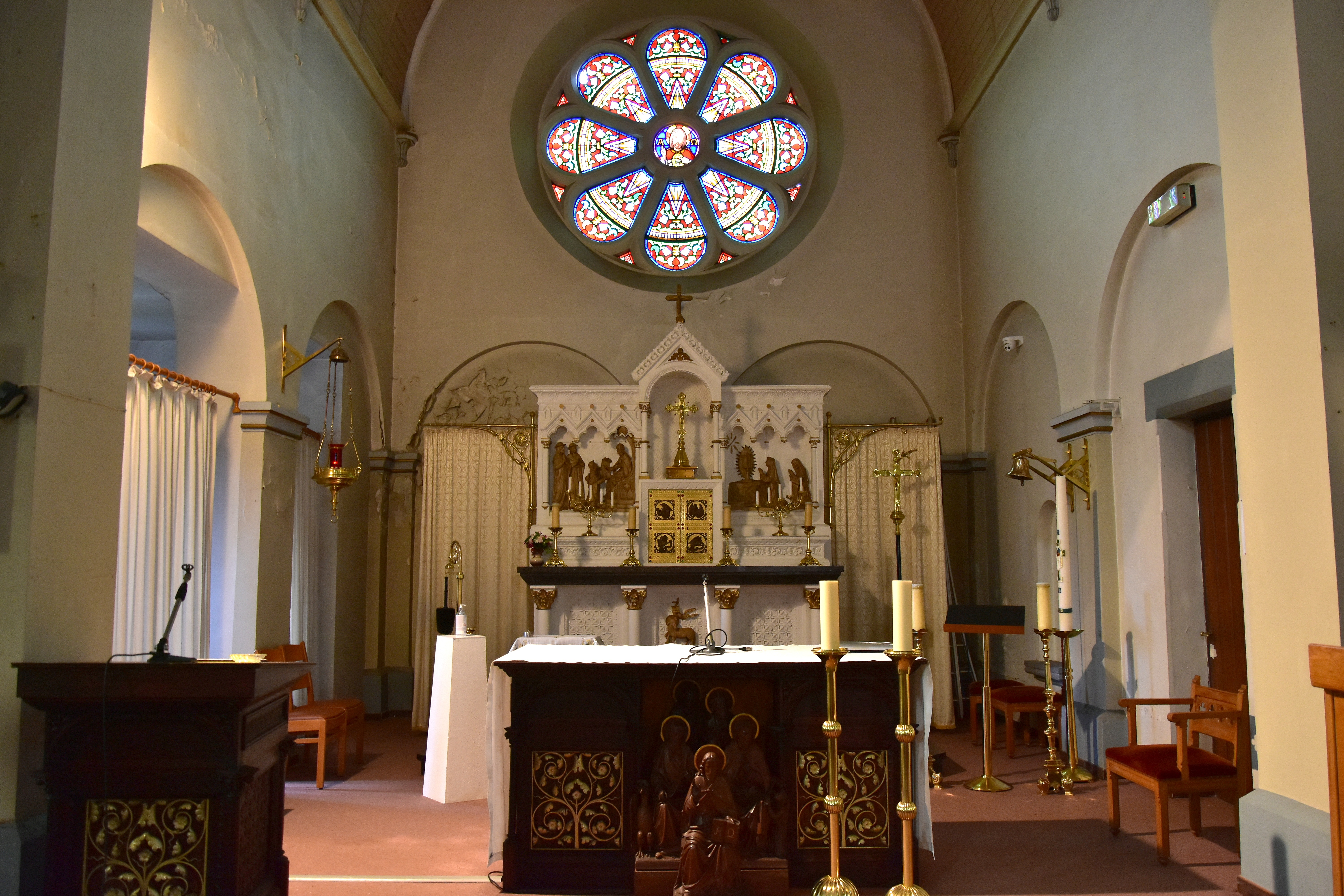
Hoogaltaar
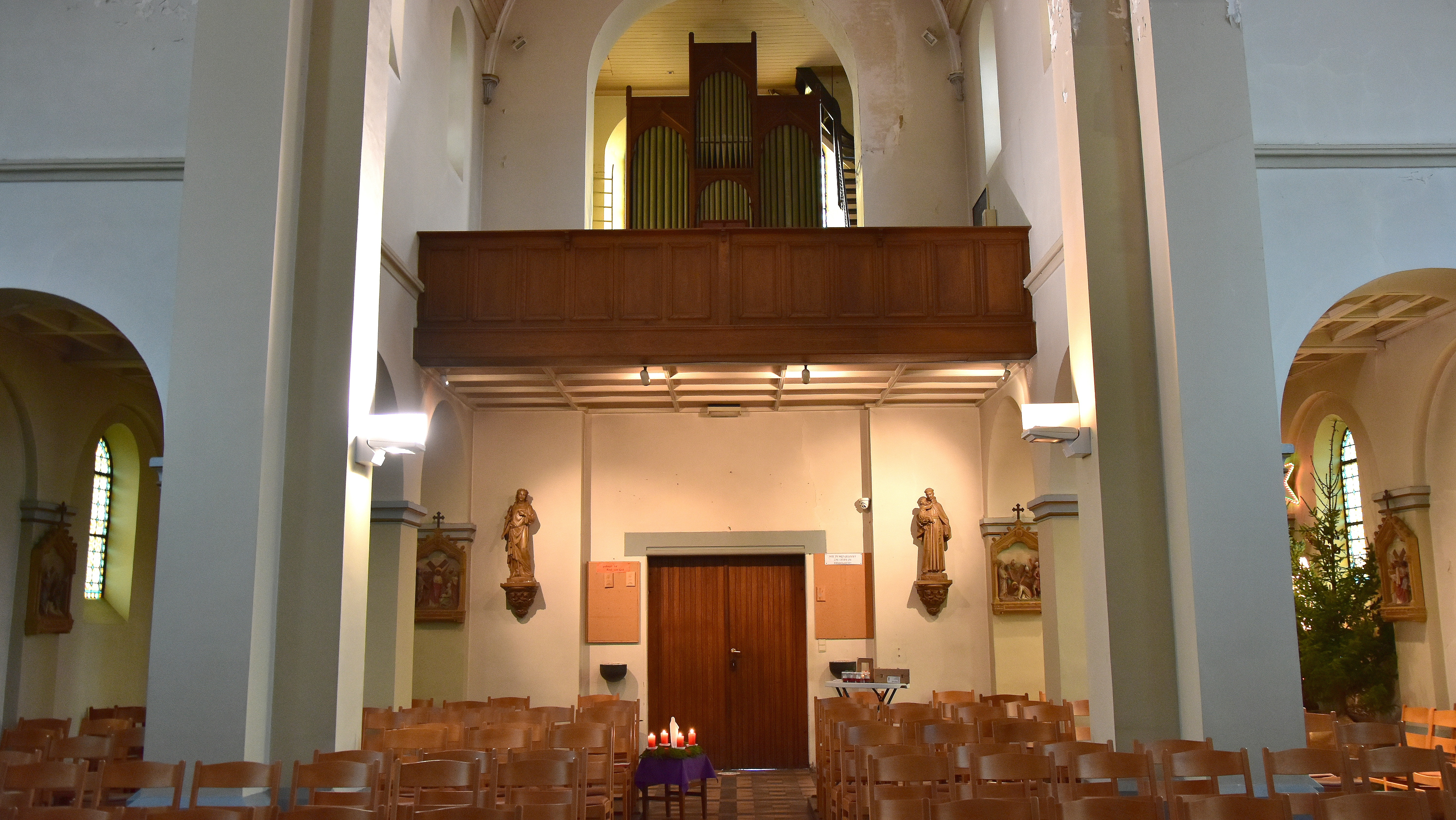
Kerkschip
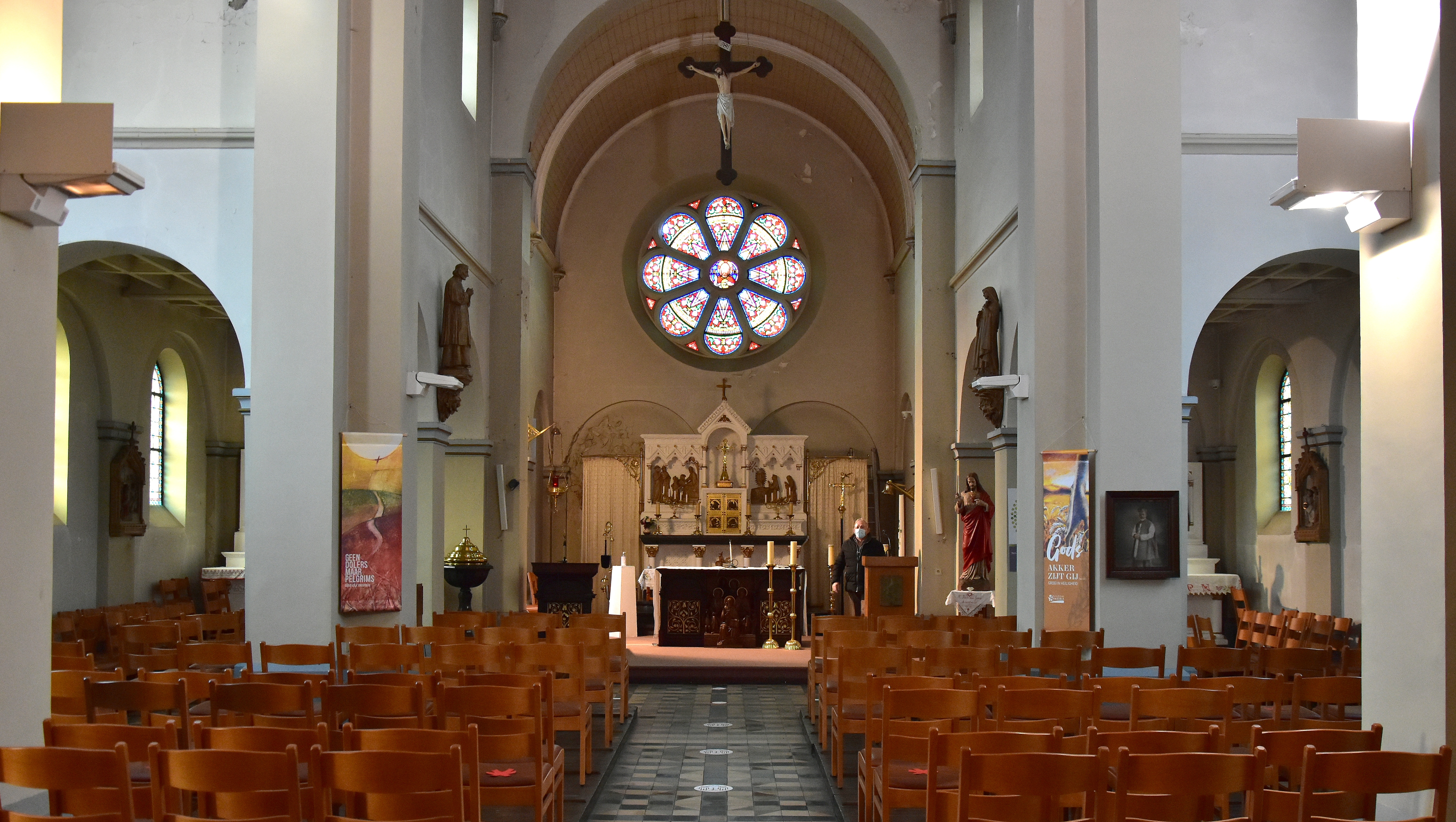
Achterzijde met oksaal